# Madeleine In Hwa Björk
Madeleine In Hwa Björk, född 1983 i Seoul, Sydkorea, är en svensk socionom och familjehemskonsulent. Hon har blivit uppmärksammad genom att under 2019 av lyssnarna bli utsedd till värd i både Sommar i P1 och Vinter i P1, där hon problematiserat internationella adoptioner.

## Biografi
In Hwa Björk föddes i stadsdelen Gangnam i Seoul, Sydkorea och adopterades 1985 knappt två år gammal till Sverige, där hon växte upp i Norrköping. När hon själv blev vuxen och fick barn började hon 30 år senare söka sina biologiska rötter. Hon fann så småningom att hon blivit förväxlad med en annan flicka på barnhemmet i Sydkorea och att hon levt med någon annans bakgrund, namn och födelsedatum. Det visade sig också att hennes biologiska mor inte hade lämnat ifrån sig sin dotter frivilligt och att uppgifter i adoptionsdokumentationen var påhittade.

### Sommar i P1 2019
År 2019 blev In Hwa Björk vald till lyssnarnas sommarvärd i Sommar i P1 med berättelsen om livet som adopterad och  sökandet efter biologiska rötter. Hon beskrev den omstörtande känslan av att plötsligt få en ny bakgrundshistoria, men också att hennes fall med felaktiga adoptionsuppgifter är långt ifrån unikt. Hon framhöll att adoption bör bedrivas av statliga myndigheter utan vinstintresse samt nödvändigheten av att börja problematisera adoption och ifrågasätta det som ett alternativt och sekundärt sätt att bilda familj på.
Programmet fick stort gensvar och hon rankades av Svenska Dagbladet som en av årets 11 bästa sommarpratare.

### Adoptionsdebatt
Uppmärksamheten ledde till många frågor från allmänheten till Förbundet Adoptionscentrum angående adoptioner från Sydkorea och att förbundet på sin webbplats redovisade en tillbakablick över samarbetet mellan förbundet och organisationen SWS - Social Welfare Society. Det framkommer där att det "tidigt i adoptionshistorien" kunde förekomma att minderåriga mödrar av sina föräldrar kunde tvingas att adoptera bort sitt barn, och att det först är sedan år 2013 som adoptionsbeslutet fattas av en sydkoreansk domstol i enlighet med 1993 års Haagkonvention om skydd av barn och samarbete vid internationella adoptioner.

### Vinter i P1 2019
Genom lyssnarnas röster blev In Hwa Björk en av åtta sommarvärdar som fick hålla i ett "Vinter i P1" den 27 december 2019. Hon fortsatte att analysera de svåra frågorna kring adoption, och tog upp hjärtskärande exempel från adopterade och adoptivföräldrar som hörde av sig efter sommarprogrammet. Hon uttryckte en stark kritik mot ett system som hon anser godkänner adoptioner på oklara grunder men sedan inte lägger resurser på att stötta de drabbade barnen.